# كأس بطولة الولايات المتحدة المفتوحة 2017
كأس بطولة الولايات المتحدة المفتوحة 2017 (بالإنجليزية: 2017 U.S. Open Cup)‏ هو الموسم 104 من كأس بطولة الولايات المتحدة المفتوحة. أقيم خلال الفترة 9 مايو 2017 وحتى 20 سبتمبر 2017، وأشرف على تنظيمه اتحاد الولايات المتحدة لكرة القدم، وكان عدد الأندية المشاركة فيه 99، وفاز فيه سبورتينغ كانساس سيتي.